# 独立行政法人等の保有する情報の公開に関する法律
独立行政法人等の保有する情報の公開に関する法律（どくりつぎょうせいほうじんとうのほゆうするじょうほうのこうかいにかんするほうりつ、平成13年12月5日法律第140号）は、独立行政法人等の保有する情報の公開を求める際の手続きに関する日本の法律である。
法令番号は平成13年法律第140号、2001年（平成13年）12月5日に公布された。

## 概説
従来、行政の有する情報の大部分は、行政機関の管理下にあり、行政機関の保有する情報は行政機関情報公開法により、その開示を求めることが可能であった。しかし、行政機関ないしはその一部であった組織が、構造改革により行政機関ではない独立行政法人とされ、公開されなくなる事態が想定された。そのような事態を防ぎ、国の説明責任を全うするために本法が制定された。

## 構成
- 第1章 総則（1・2条）
- 第2章 法人文書の開示（3 - 17条）
- 第3章 異議申立て等（18 - 21条）
- 第4章 情報提供（22条）
- 第5章 補則（23 - 26条）
- 附則